# Флорин Кицу
Флорин Кицу (рум. Florin Cîțu; Букурешт, 1. април 1972) румунски је економиста и политичар, као и тренутни председник Сената Румуније од 23. новембра 2021. године. Претходно је био председник владе Румуније од 23. децембра 2020. до 23. новембра 2021. године године и министар јавних финансија од 4. новембра 2019.  до 23. децембра 2020. године.

## Биографија

### Младост и образовање
Кицу је рођен 1. априла 1972. године у Букурешту, у тадашњој Социјалистичкој Републици Румунији. Дипломирао је на Гринел колеџу у Ајови, САД 1996. године, а завршио мастер студије из економије и стекао докторат на Државном универзитету у Ајови из макроекономије и међународне економије 2001. године.

### Каријера
Након дипломирања, Кицу је радио као економиста за Резервну банку Новог Зеланда (2001–2003) и Европску инвестициону банку (2003–2005). Потом је радио као инвестициони банкар у румунском одељењу ИНГ Групе до 2011. године.

### Политичка каријера
Од 2016. године је члан Сената Румуније као представник Националне либералне странке. Године 2019. заједнички одбор за буџет и финансије Парламента Румуније није успео да одобри номинацију Кицуа за министра финансија, иако њихов глас није био обавезујући.
Дана 26. фебруара 2020. године, након изгласавања неповерења владе Лудовика Орбана одржаног 5. фебруара, председник Клаус Јоханис је именовао Кицуа за мандатара и затражио од њега да формира нову владу.
Дана 23. децембра 2020. године, Кицу је именован за председника владе Румуније, наследивиши вршиоца дужности. Николаја Чуку. Кицуа је наследио Николаје Чука 23. новембра 2021. године, а Кицу је именован за председника Сената Румуније. Био је председник Националне либералне странке до априла 2022. године.